# کوه ماکلور
کوه ماکلور (به انگلیسی: Mount Maclure) یک کوه در ایالات متحده آمریکا است که در شهرستان مادرا، کالیفرنیا واقع شده‌است.